# الهنود السكثيون
يتم استخدام كلمة الهنود السكثيون للإشارة إلى السكثيين (السال)، وهم من هاجروا من أجزاء في آسيا الوسطى والشمال الغربي لـجنوب آسيا (سوقديانا وباختر وأراتشوسيا وكندهار وكشمير وبنجاب وهاريانا وجوجارات وراجاستان)، من منتصف القرن الثاني قبل الميلاد حتى القرن الرابع قبل الميلاد.
وكان ماويس (موجا) (Maues) أول ملك في الهند (القرن الأول قبل الميلاد) وهو من أسس حكم ساكا في قندهار وتمدد تدريجيًا على مناطق شمال غرب الهند. وانتهى حكم السكيثيين مع آخر مزربان غربي رودراسيمها الثالث (Rudrasimha III) في 395 ميلادي.[بحاجة لمصدر]
لعب غزو الهند بواسطة قبائل السكيثيين من آسيا الوسطى، غالبًا ما يشار إليه بالغزو الهندي السكيثييني، دورًا مهمًا في تاريخ جنوب آسيا وفي البلدان المجاورة. وفي الواقع، فإن الحرب بين الهند والسكيثيين هي مجرد فصل في الأحداث الناجمة عن هروب بدو شعب آسيا الوسطى من الصراع مع قبائل مثل كيونغنو في القرن الثاني الميلادي، والتي استمر أثرها على باختر وكابل وفرثيا والهند بعيدة عن روما في الغرب.
هناك ادعاء بأن المؤرخين الرومان بما فيهم آريانوس [بحاجة لمصدر] وكلاوديوس بطليموس ذكروا أن شعب ساكاس القديمة («ساكا») كانوا في الأصل رُّحّل. ومع ذلك، فإن إيطالو رونكا (Italo Ronca) في دراسته التفصيلية لبطليموس الفصل السادس، كان يرى أن عبارة: «أرض ساكاي تنتمي إلى البدو، إنهم لا يملكون مدنًا ولكن يعيشون في الغابات والكهوف» زائفة.

## الأصول
يُعتقد أن أسلاف الهنود السكثيين هم قبائل الساكا (السكثيون).
«إحدى القبائل الناطقة باللغة الهندو-أوروبية والتي تظهر في سنجان هي قبيلة الساكا (ساي، في اللغة الصينية).  يُعتبر مصطلح ساكا مصطلحًا فضفاضًا أكثر من كونه اسمًا محددًا لدولة أو مجموعة عرقية معينة؛ كانت قبائل الساكا جزءًا من الطيف الثقافي الأوسع لأوائل قبائل الرحّل في مناطق سيبيريا وسهوب وسط أوراسيا الممتدة من سنجان حتى البحر الأسود. على غرار السكثيين الذين يصفهم المؤرخ هيرودوتس في الكتاب الرابع من سلسلته التاريخ (ساكاهي كلمة إيرانية مرادفة لكلمة سكثي الإغريقية، ويُشير العديد من العلماء إليهم باسم ساكا-سكثيين)، فقد كان الساكا رعاة أحصنة رحّل ناطقون باللغة الإيرانية واستخدموا العربات في معاركهم، وقدموا الأحصنة كقرابين، ودفنوا موتاهم في تلال جنائزية أو قبور تلّيّة تُدعى كورغان».

### الحقبة الأخمينية (القرن السادس – القرن الرابع قبل الميلاد)
خلال الغزو الأخميني لوادي السند حوالي العام 515 قبل الميلاد، لم يقتصر الجيش الإخميني على إثنية الفرس، ومن المحتمل مشاركة الساكا في غزو شمال غرب الهند. تألف الجيش الإخميني من إثنيات متعددة شكلت جزءًا من الإمبراطورية الإخمينية الشاسعة. ضمّ الجيش الباختريين، والساكا (السكثيين)، والفرثيين، والصغديين. يقدم هيرودوت قائمة وافية بالإثنيات المنضوية في الجيش الإخميني، والتي ضمت الساكا جنبًا إلى جنب مع الأيونيين (الإغريق)، وحتى الإثيوبيين. على الأرجح فإن هذه الإثنيات قد اشتركت في الجيش الإخميني الذي غزا الهند.
يقترح بعض الباحثين، منهم مايكل ويتزل وكريستوفر آي بيكويث، أن الشاكيا وهي قبيلة غوتاما بوذا التاريخي قد تكون من سلالة السكثيين أصلًا في وسط آسيا، وأن الاسم الإثني الهندي شاكيا له نفس جذر كلمة «سكثيون»، والذين أطلق عليهم تسمية ساكا في الهند. قد يُفضي هذا الافتراض إلى تفسير الصِلة الوثيقة بين الساكا والعقيدة البوذية في الهند.
ثمة احتمالية لاشتراك الفرس، والساكا، والإغريق لاحقًا في حملات تشاندراغبت موريا للسيطرة على عرش ماجادها حوالي العام 320 قبل الميلاد. تذكر مسرحية مودراراكشاسا أنه بعد وفاة الإسكندر المقدوني، جيّر تشاندراغبت موريا تحالفه القائم بين الشاكا-اليافانا-الكامبوجا-البارسيكا-الباهليكا لصالح حملته لانتزاع عرش ماجادها وتأسيس الإمبراطورية الماورية. كان الساكا هم السكثيون، واليافانا هم الإغريق، والباراسيكا هم الفرس.

### توسع اليويجي (القرن الثاني قبل الميلاد)
في القرن الثاني قبل الميلاد، بدأت حركة جديدة لدى قبائل الرحّل في وسط آسيا، نجم عنها آثار مستدامة تركت بصمتها على تاريخ روما في أوروبا، وفرثيا في غرب آسيا، وباختر، وكابول، والهند في جنوب شرق آسيا. ثمة ذكر لهذه الحركة القَبليّة الكبيرة في حوليّات سلالة هان وغيرها من السجلات الصينية، وبدأت بعد هزيمة تحالف شيونغنو لقبيلة يويجي التي فرّت نحو الغرب، وهو ما شكّل أثر دومينو نتج عنه إجلائهم لغيرهم من قبائل وسط آسيا في طريقهم.
وفقًا لما جاء في المصادر القديمة فإن مودو شانيو من قبيلة الشيونغنو في منغوليا شن هجومًا على اليويجي (الذين يُحتمل وجود صِلة لهم بالتخاريين الذين سكنوا في منطقة حوض تاريم الشرقية) وأجلاهم من موطنهم الأصلي في المنطقة الواقعة بين جبال شيليان شان ومدينة دونهوانغ حوالي العام 175 قبل الميلاد. لم يبق من اليويجي في موطنهم الأصلي سوى قلة قليلة، في حين انتقل معظمهم نحو الغرب إلى منطقة نهر إيلي، حيث حلّوا محلّ الساكا الذين هاجروا جنوبًا نحو فيرغانة والصغد. وحسبما ذكرته المصادر التاريخية الصينية (التي تطلق على الساكا تسمية «ساي»)، «فقد هاجم اليويجي ملك الساي الذين فروا بعيدًا نحو الجنوب، واحتل اليويجي أراضيه».
في فترة ما بعد العام 155 قبل الميلاد، هُزم اليويجي مرة ثانية أمام تحالف الووسون والشيونغنو، واضطروا للانتقال جنوبًا، ومرة أخرى أجْلوا السكثيين، الذين هاجروا جنوبًا نحو باختر وأفغانستان المعاصرة، وإلى الجنوب الغربي نحو فرثيا.
يبدو أن الساكا قد دخلوا منطقة تابعة للملكة الإغريقية البخترية حوالي العام 145 قبل الميلاد، حيث أحرقوا مدينة الإسكندرية على نهر جيحون بأسرها. بقي اليويجي في بلاد الصغد على الساحل الشمالي من نهر جيحون، ولكنهم هيمنوا على الساكا في منطقة باختر، وهو ما ذكره السفير الصيني تشانغ تشيان الذي زار المنطقة في العام 126 قبل الميلاد.
في فرثيا، بين الأعوام 138 – 124 قبل الميلاد، دخلت قبيلة تُعرف لدى باحثي الإغريق باسم ساكاراوكاي (وهي كلمة يُحتمل اشتقاقها من اللغة الفارسية القديمة ساكارافاكا والتي تعني «الساكا الرحّل») إضافة إلى قبيلة من غير الساكا/ السكثيين وهم الماساجيتاي في صراع ضد الإمبراطورية الفرثية. حقق التحالف الساكا-الماساجيتاي انتصارات في عدة معارك، وقتلوا تبعًا لذلك الملوك الفرثيين فرهاد الثاني وأرتابانوس الأول.
في نهاية المطاف، استعاد الملك الفرثي ميثراداتس الثاني االسيطرة على أجزاء من آسيا الوسطى، وتمّ له ذلك أولًا بعد هزيمة اليويجي في بلاد الصغد في العام 115 قبل الميلاد، ثم على إثر هزيمة السكثيين في فرثيا وسيستان حوالي العام 100 قبل الميلاد.
بعد هزيمتهم، هاجرت قبائل اليويجي شرقًا نحو بختريا الأبعد نسبيًا، والتي سيطروا عليها لعدة قرون، ومنها انطلقوا فيما بعد ليغزوا الهند ويأسسوا الإمبراطورية الكوشانية.

## الاستقرار في ساكاستان
استقر الساكا في درانجيانا، وهي منطقة تقع في جنوب أفغانستان، وغربي الباكستان وجنوب إيران، والتي سُميت باسمهم ساكاستان أو سيستان. انطلاقًا من تلك المنطقة، توسّع الساكا بشكل حثيث في أراضي إيران المعاصرة وشمال الهند، حيث أسسوا عددًا من الممالك، وعُرفوا باسم «ساكا». حقق الإمبراطور الأرشكي (الفرثي) ميثراداتس الثاني (123 تقريبًا قبل الميلاد – 88/87 قبل الميلاد) عدة انتصارات في معاركه وضمّ العديد من المناطق للإمبراطورية الفرثية. وعلى ما يبدو فقد هزم جحافل السكثيين القادمة من بختريا.

بعد الضغط العسكري الذي مارسهم عليه اليويجي (قبل الإمبراطورية الكوشانية)، انتقل قسم من الهنود-السكثيين من بختريا نحو بحيرة هلمند (أو حامون)، واستقروا في درانجيانا أو حولها، وهي المنطقة التي أصبحت تُعرف لاحقًا في نهاية القرن الأول قبل الميلاد باسم «ساكيستانا السكثية ساكاي ]هكذا[». ما تزال المنطقة إلى يومنا هذا تُعرف باسم «سيستان». جاء ذِكر الساكا في ساكستان في القرن الأولى قبل الميلاد لدى إيزيدور الكرخي في كتابه «المراكز الفرثية». وضّح الكرخي كيفية متاخمة الساكا في ذلك الوقت للمدن الإغريقية شرقًا (الإسكندرية في القوقاز، والإسكندرية في أراتشوزيا)، ومنطقة أراتشوزيا التي يسيطر عليها الفرث جنوبًا:
«فيما وراء ذلك، تقبع ساكاستان السكثية ساكاي، وهي منطقة بارايتاسينا، على بُعد 63 عقدة. توجد مدينة باردا، ومدينة مين، ومدينة بالاسينتي، ومدينة سيغال؛ وفي ذلك المكان يوجد المقر الملكي للساكا؛ وبالقرب منه توجد مدينة الإسكندرية في أراتشوزيا، وستّ قرى». المراكز الفرثية، ص. 18.

## معرض صور

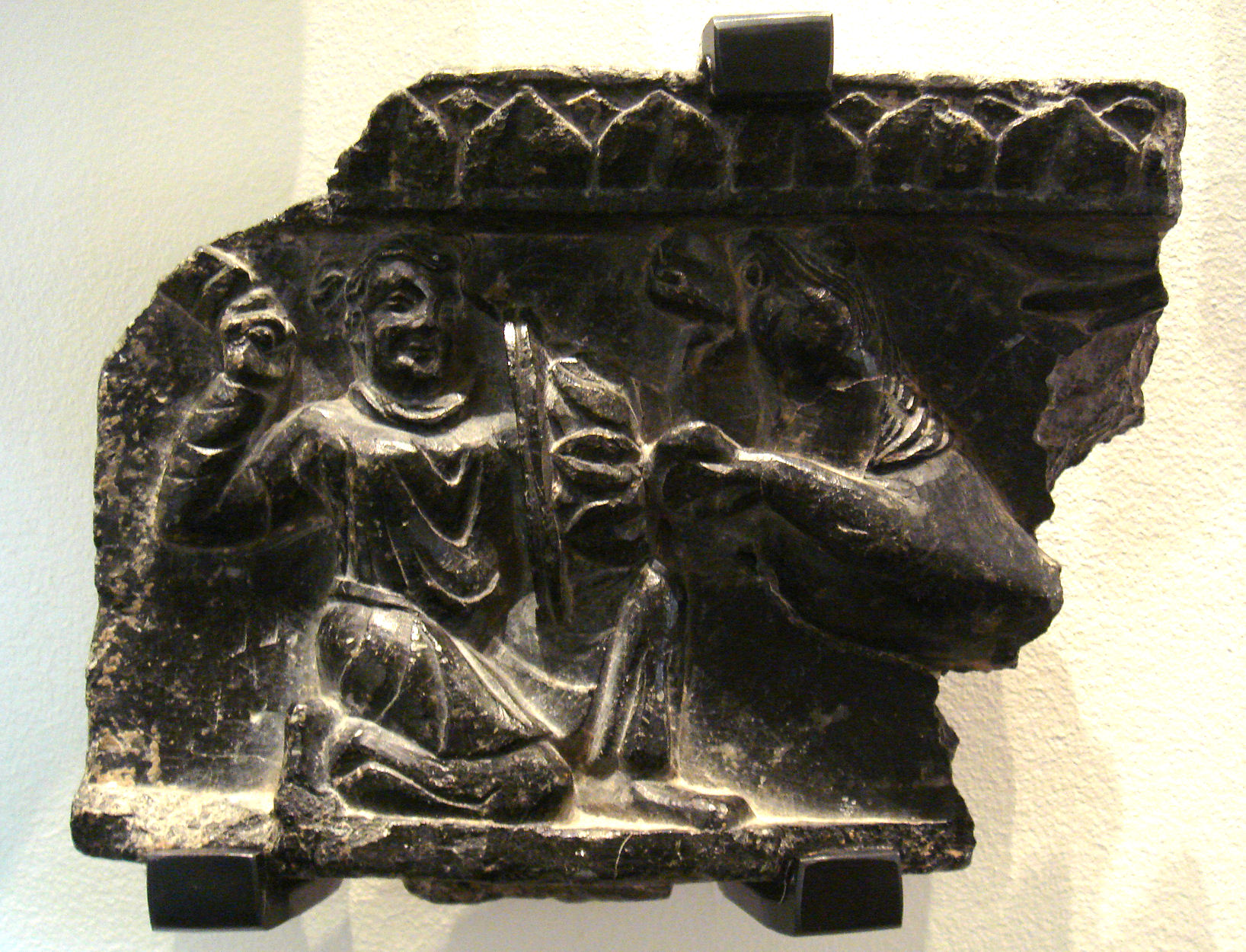
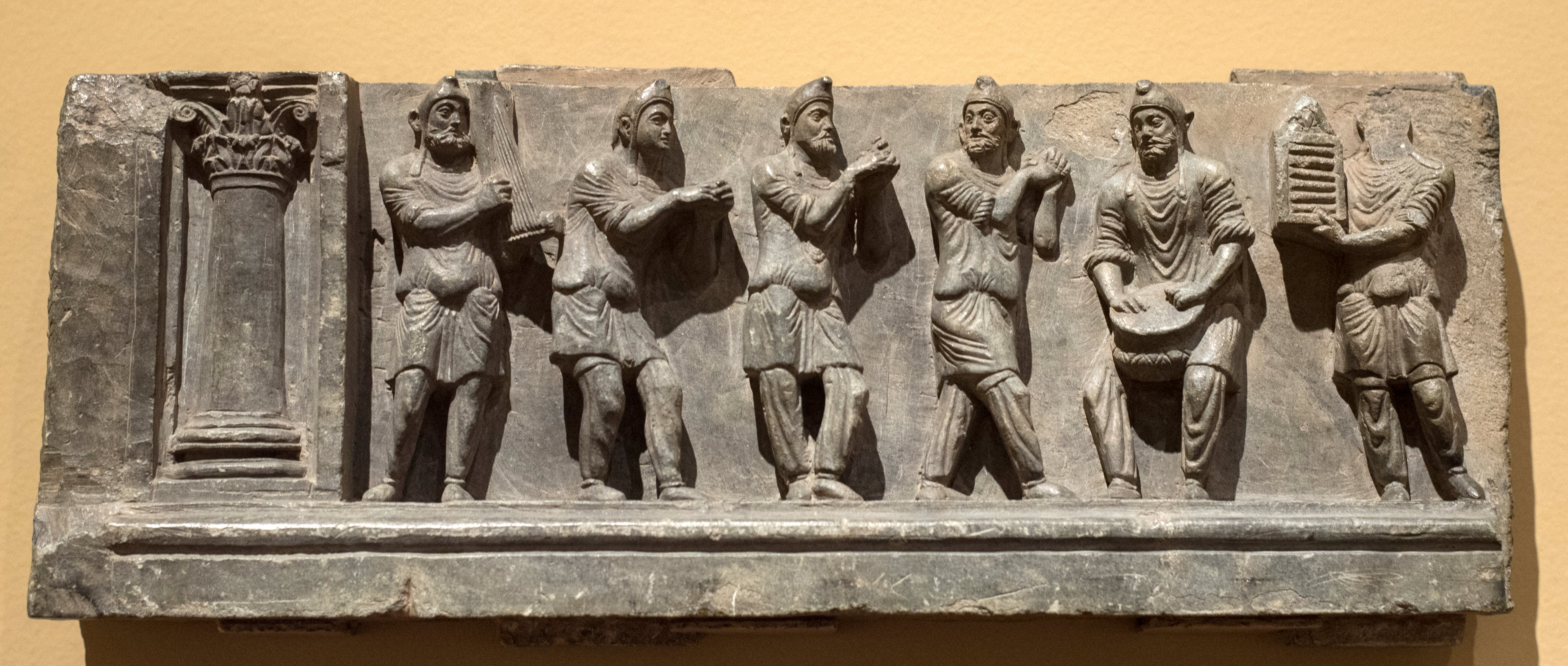
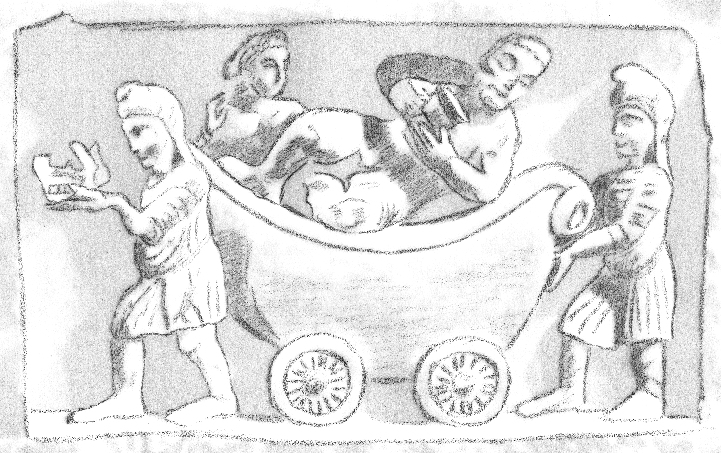
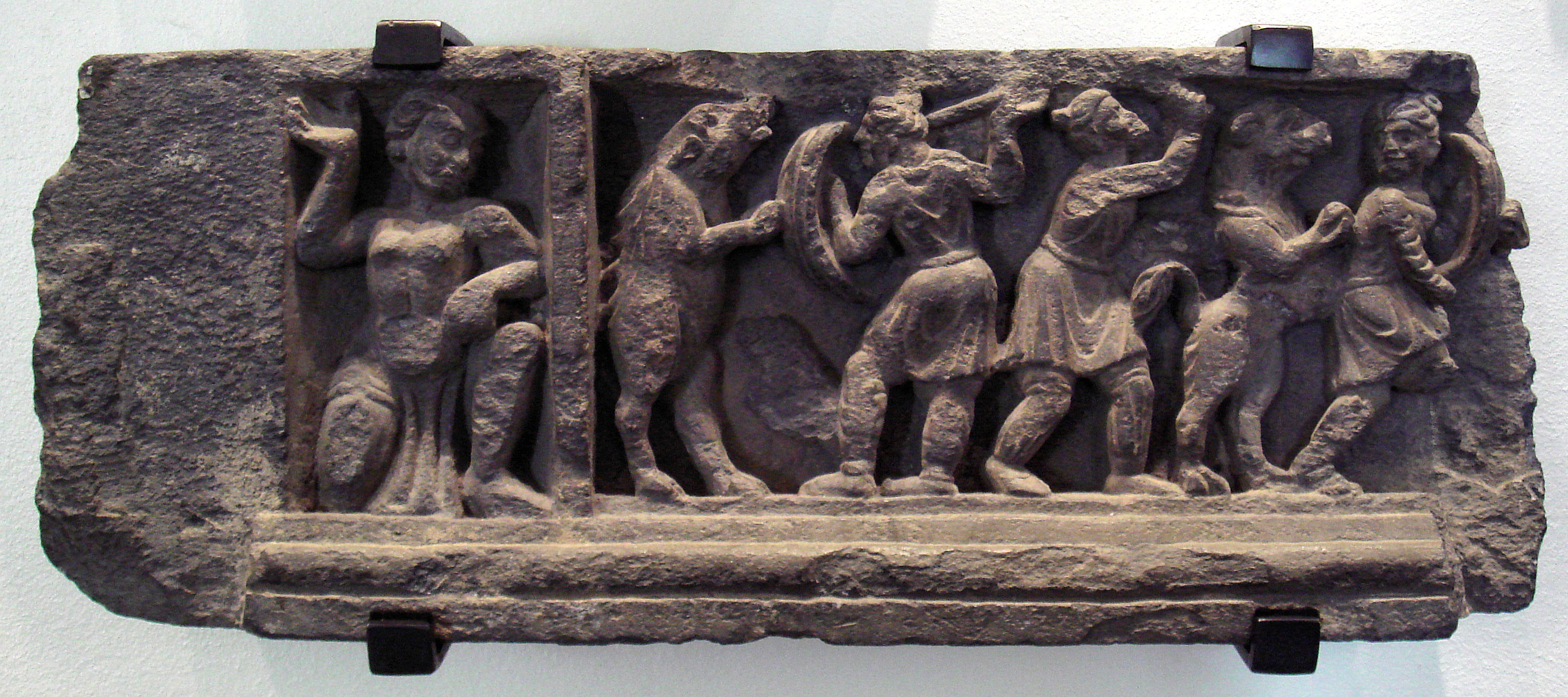

## الحواشي
1. ↑  بطليموس vi, xiii (1932), p. 143.
2. ↑  Ronca (1971), pp. 39, 102, 108.
3. ↑  Millward (2007), p. 13.
4. ↑  Herodotus VII 65 نسخة محفوظة 2024-01-10 على موقع واي باك مشين.
5. ↑  Beckwith, Christopher I. (2015). Greek Buddha: Pyrrho's Encounter with Early Buddhism in Central Asia (بالإنجليزية). Princeton University Press. p. 5. ISBN:9781400866328. Archived from the original on 2019-07-01.
6. ↑  Attwood, Jayarava. Possible Iranian Origins for the Śākyas and Aspects of Buddhism (بالإنجليزية). pp. 47–69. Archived from the original on 2020-05-31.
7. ↑  Beckwith, Christopher I. (2015). Greek Buddha: Pyrrho's Encounter with Early Buddhism in Central Asia (بالإنجليزية). Princeton University Press. pp. 1–21. ISBN:9781400866328. Archived from the original on 2020-01-25.
8. ↑  D. B. Spooner (1915). "The Zoroastrian Period of Indian History" (PDF). مجلة الجمعية الآسيوية الملكية. ج. 47 ع. 3: 416–417. DOI:10.1017/S0035869X00048437. JSTOR:25189338. مؤرشف من الأصل (PDF) في 2021-03-08.: "After Alexander's death, when Chandragupta marched on مملكة ماجادها, it was with largely the Persian army that he won the throne of India. The testimony of the Mudrarakshasa is explicit on this point, and we have no reason to doubt its accuracy in matter[s] of this kind."
9. ↑  Mookerji, Radhakumud (1966). Chandragupta Maurya and His Times (بالإنجليزية). Motilal Banarsidass. p. 27. ISBN:9788120804050. Archived from the original on 2020-05-31.; Mookerji، Radha Kumud (1957). "The Foundation of the Mauryan Empire". في K. A. Nilakanta Sastri (المحرر). A Comprehensive History of India, Volume 2: Mauryas and Satavahanas. Orient Longmans. ص. 4.: "The Mudrarakshasa further informs us that his Himalayan alliance gave Chandragupta a composite army ... Among these are mentioned the following : Sakas, Yavanas (probably Greeks), Kiratas, Kambojas, Parasikas and Bahlikas."
10. ↑  Mookerji, Radhakumud (1966). Chandragupta Maurya and His Times (بالإنجليزية). Motilal Banarsidass. p. 210. ISBN:9788120804050. Archived from the original on 2020-05-31.
11. ↑  Shashi, Shyam Singh (1999). Encyclopaedia Indica: Mauryas (بالإنجليزية). Anmol Publications. p. 134. ISBN:9788170418597. Archived from the original on 2020-05-31.: "Among those who helped Chandragupta in his struggle against the Nandas, were the Sakas (Scythians), Yavanas (Greeks), and Parasikas (Persians)"
12. ↑  Grousset، Rene (1970). The Empire of the Steppes. Rutgers University Press. ص. 32. ISBN:978-0-8135-1304-1. مؤرشف من الأصل في 2020-05-31.
13. ↑  Shiji, chap. 123 translated in: Burton Watson (1993), p. 234.
14. ↑  كتاب هان 61 4B Original tex: 西擊塞王。塞王南走遠徙，月氏居其地。
15. ↑  Craig Benjamin (أكتوبر 2003). "The Yuezhi Migration and Sogdia". Transoxiana Webfestschrift Series I: Eran Ud Aneran. مؤرشف من الأصل في 2019-11-18.
16. ↑  Lena Jonson (3 أكتوبر 2006). Tajikistan in the New Central Asia: Geopolitics, Great Power Rivalry and Radical Islam. I.B.Tauris. ص. 25. ISBN:978-1-84511-293-6. مؤرشف من الأصل في 2019-12-22.
17. ↑  Bailey, H.W. (1996) [14 April 1983]. "Chapter 34: Khotanese Saka Literature". في Ehsan Yarshater (المحرر). The Cambridge History of Iran, Vol III: The Seleucid, Parthian, and Sasanian Periods, Part 2 (ط. reprint). Cambridge University Press. ص. 1230–1231. ISBN:978-0521246934.
18. ↑  Justin XL.II.2
19. ↑  Isodor of Charax, Sathmoi Parthikoi, 18.
20. ↑  Political History of Ancient India, 1996, p 693.
21. ↑  "Parthian stations". Parthia.com. مؤرشف من الأصل في 2020-05-31. اطلع عليه بتاريخ 2012-03-14.

## وصلات خارجية
- "Indo-Scythian dynasties", R. C. Senior
- Coins of the Indo-Scythians
- Burner relief
- History of Greco-India